# Росандич, Мислав
Мислав Росандич (словац. Mislav Rosandić; род. 26 января 1995, Загреб) — словацкий хоккеист, защитник. Выступает в Словацкой экстралиге за клуб ХК «Банска Быстрица».

## Карьера
По происхождению хорват. Воспитанник хоккейной школы ХК «Дубница». Выступал за ХК «Банска Быстрица», ХК «Детва».
В чемпионатах Словакии — 87 матчей (3+10), в плей-офф — 15 матчей (0+2).
В составе национальной сборной Словакии провел 3 матча (0+2). В составе молодежной сборной Словакии участник чемпионата мира 2015. В составе юниорской сборной Словакии участник чемпионата мира 2013.

## Достижения
- Бронзовый призёр молодёжного чемпионата мира 2015